# Arsenatna kiselina
Arsenatna kiselina ili H3AsO4  je kiselinski oblik arsenatnog iona AsO43-, trovalentong iona. Arsenatne soli se kemijski jako slično ponašaju kao i fosfati. Arsenična kiselina nalazi se samo u soluciji (tekućini), no njezin hemidratni oblik (H3AsO4·0.5H2O) formira krute kristale.

## Korištenje
Arsenatna kiselina korsti se u premazivanju drva, kao posljednji premaz kod stakla i metala, u proizvodnji organskih arsenovih komponenta i kao sterilant zemlje. Može biti korišten i kao herbicid, insekticid i deraticid.